# Tebet Barat
Tebet Barat is een plaats in het bestuurlijke gebied Jakarta Selatan in de provincie Jakarta, Indonesië. De plaats telt 22.332 inwoners (volkstelling 2010).